# Maxus eTerron 9
Maxus eTerron 9 – elektryczny samochód osobowy typu pickup klasy średniej produkowany pod chińską marką Maxus od 2024 roku.

## Historia i opis modelu

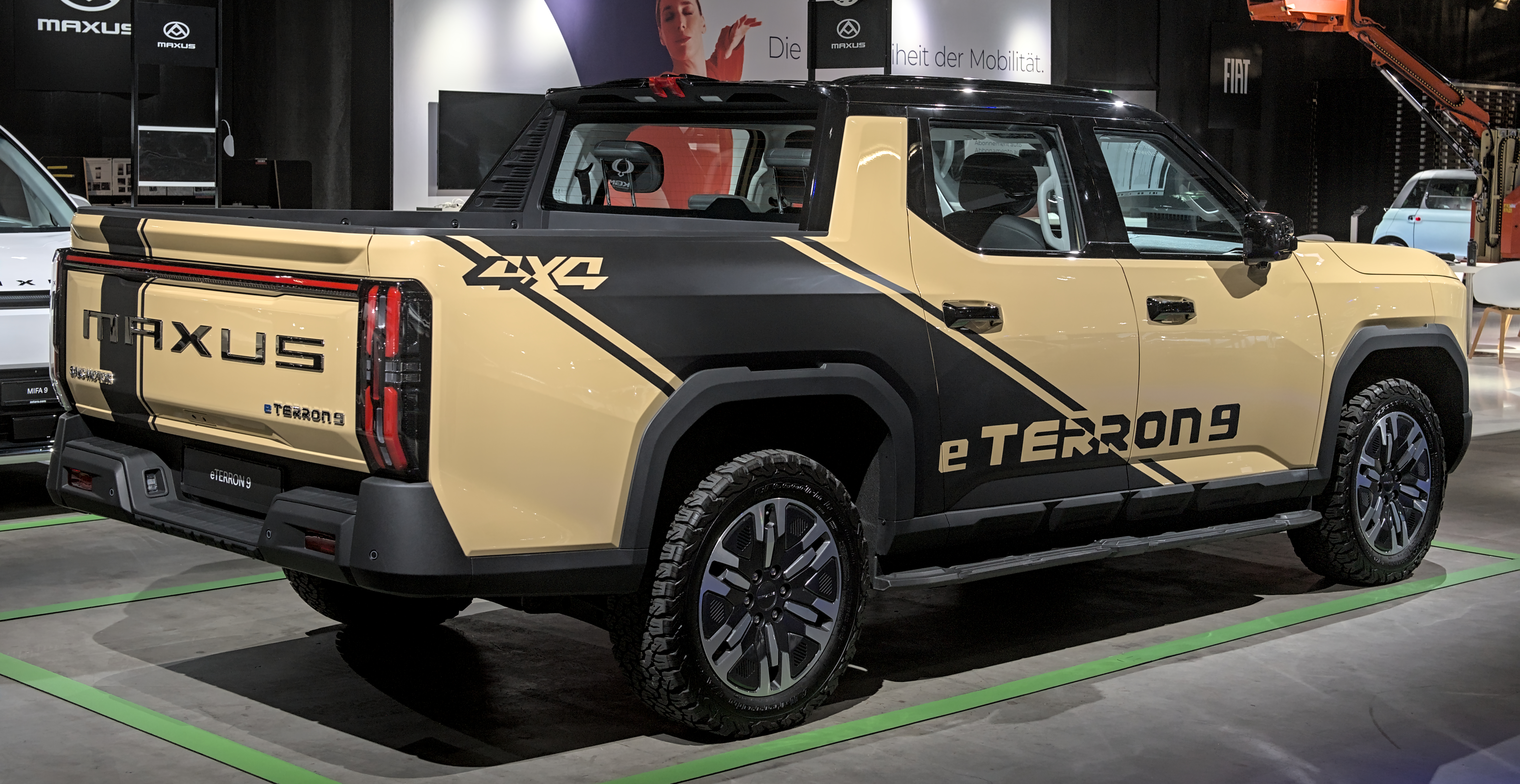
Maxus eTerron 9 - tył

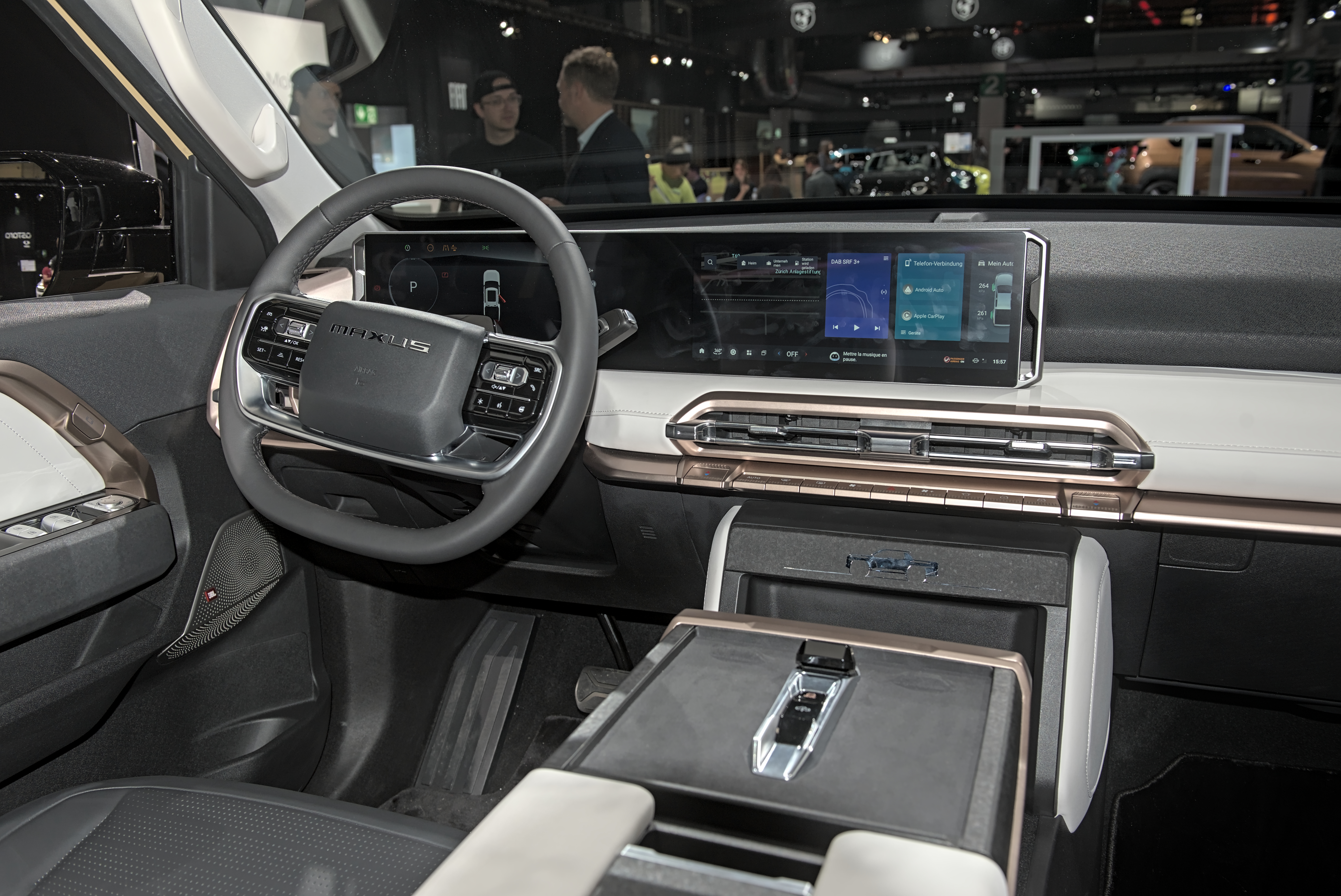
Maxus eTerron 9 - kokpit

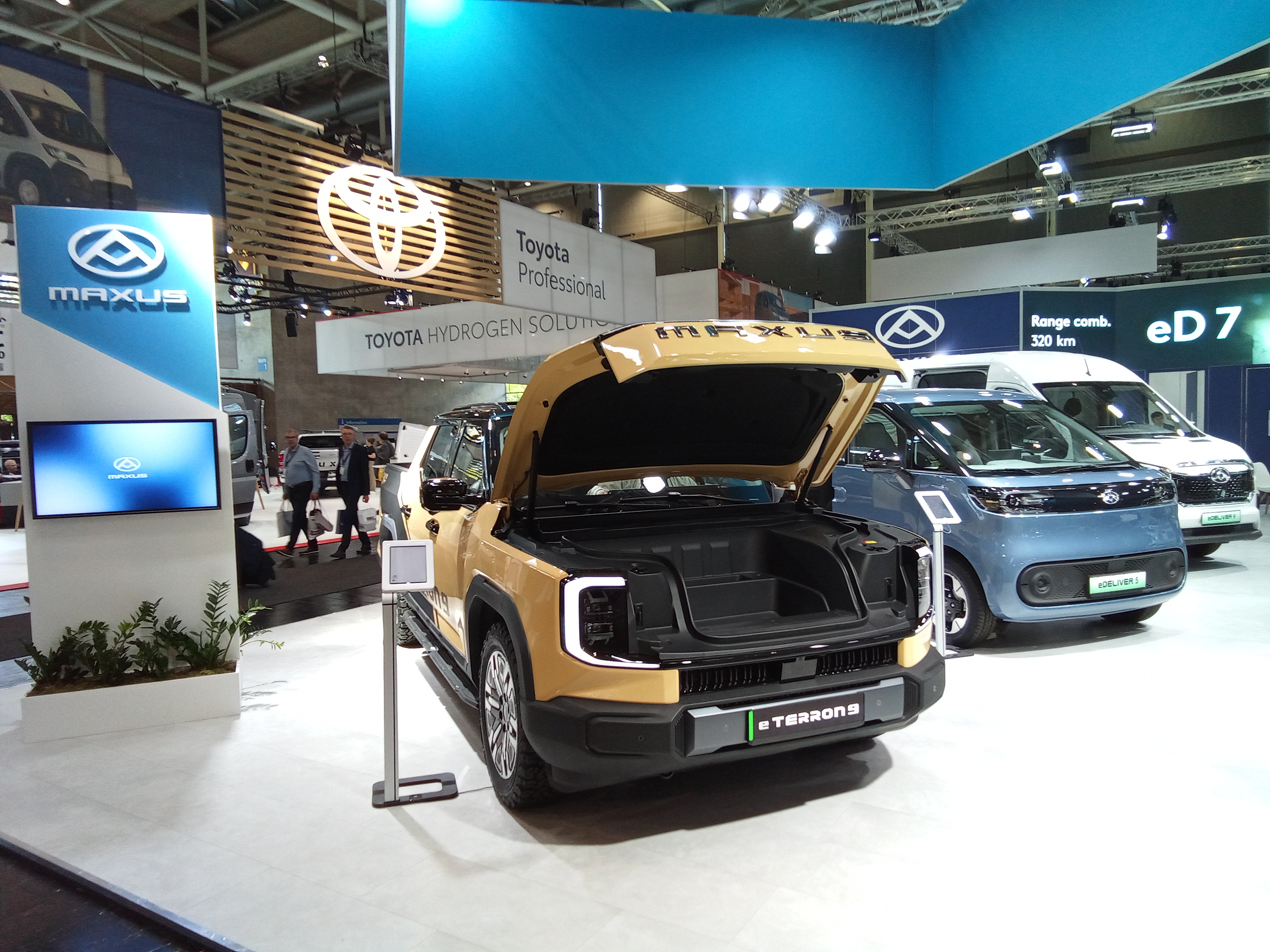
Maxus eTerron 9 - frunk

We wrześniu 2023 podczas międzynarodowych targów samochodowych w Szanghaju Maxus przedstawił prototyp Maxus GST zapowiadający nowy model w gamie chińskiej firmy pod postacią dużego, w pełni elektrycznego pickupa. Seryjny model pod nazwą eTerron 9 zadebiutował dokładnie rok później podczas międzynarodowych targów samochodowych w niemieckim Hanowerze we wrześniu 2024. 
Samochód zachował kluczowe rozwiązania zapowiedziane poprzez prototyp, na czele z kanciastką sylwetką z wysoko osadzoną przednią, jak i tylną bryłą. Zarówno przednie, jak i tylne lampy wykonane w technologii Full LED utworzyły dwa obszerne klosze połączone listwą świetlną. Pomiędzy nimi znalazł się duży napis "MAXUS", a dodatkowo pod maską wygospodarowano przedni, 236-litrowy bagażnik.
Kabina pasażerska została wyposażona w 5 miejsc do siedzenia, system składania na płasko oparć pierwszego rzędu, a także zestaw dwóch zespolonych ze sobą ekranów pełniących kolejno funkcję cyfrowych zegarów i systemu multimedialnego. W kabinie pasażerskiej łącznie wygospodarowano 20 różnych schowków.

### Sprzedaż
Maxus eTerron 9 powstał zarówno z myślą o rodzimym rynku chińskim, jak i tych eksportowych - na czele z Europą Zachodnią. Sprzedaż elektrycznego pickupa rozpoczęła się tam w połowie listopada 2024 roku, z 72 900 euro za podstawowy wariant na rynku francuskim.

### Dane techniczne
Maxus eTerron 9 wyposażony został w pełni elektryczny układ napędowy, który utworzyły dwa silniki elektryczne przenoszące moc na obie osie, po jednym przy każdej. Łącznie rozwinęły one moc 442 KM, pozwalając na rozpędzenie się od 0 do 100 km/h w 5,8 sekundy. Bateria o pojemności 102 kWh ma pozwalać na przejechanie do 430 kilometrów według cyklu pomiarowego WLTP.